# Saison 2015-2016 du Club sportif Bourgoin-Jallieu rugby
Cette page présente la saison 2015-2016 du CS Bourgoin-Jallieu en Pro D2.

## Entraîneurs
- Camille Levast nouveau manager
- Serge Laïrle nouvel entraineur des avants qui vient d'arriver du Stade toulousain
- Alexandre Péclier entraineur des lignes arrières

## La saison
Avec un budget pour la saison est de 4,42 millions d'euros, celui-ci est le 15e budget, sur 16, de la pro D2.
Le 26 mai 2016, le conseil supérieur de la DNACG décide de prononcer la rétrogradation pour raisons financières en championnat de Fédérale 1, du Biarritz olympique, du CS Bourgoin-Jallieu et du RC Narbonne. Ces clubs disposent d'un délai de dix jours pour faire appel de cette décision,.
Le club se sauve grâce au geste incroyable de Pierre-Andrée Hafner (avoisinant 1,5M d'euros) président du club depuis 2015. De plus, Pierre-Andrée Hafner restructure le club, ce qui devrait permettre au club de rentrer définitivement dans le monde du professionnalisme.

## Effectif 2015-2016
| Nom                  | Poste          | Naissance  | Nationalité sportive | Sélections | Dernier club              | Arrivée au club (année) |
| Jonathan Garcia      | Pilier         | 16/04/1983 | France               | -          | SU Agen                   | 2013                    |
| Corentin Durand      | Pilier         | 16/01/1995 | France               | -          | Formé au club             | 2014                    |
| Pierre Gicollet      | Pilier         | 06/11/1986 | France               | -          | SC Albi                   | 2012                    |
| Peni Fakalelu        | Pilier         | 11/09/1984 | France               | -          | Section paloise           | 2015                    |
| Ruben Spachuk        | Pilier         | 14/02/1981 | Portugal             | -          | US Colomiers              | 2011                    |
| Sven Holzinger       | Pilier         | 16/09/1987 | France               | -          | RC Aubenas                | 2014                    |
| Yann Rességuier      | Pilier         | 03/08/1984 | France               | -          | US Oyonnax                | 2013                    |
| Frédéric Montagnat   | Talonneur      | 29/04/1984 | France               | -          | FC Auch                   | 2012                    |
| Mohamed Khribache    | Talonneur      | 08/06/1988 | Maroc                | -          | Formé au club             | 2010                    |
| Josselin Pivot       | Talonneur      | 04/11/1989 | France               | -          | Formé au club             | 2011                    |
| Julien Janaudy       | Talonneur      | 21/02/1989 | France               | -          | Stade montois             | 2013                    |
| Pierre Saby          | Talonneur      | 11/08/1983 | France               | -          | US Carcassonne            | 2015                    |
| Clément Fontaine     | Deuxième ligne | 29/12/1993 | France               | -          | USA Perpignan             | 2015                    |
| David Nolan          | Deuxième ligne | 19/07/1988 | Irlande              | -          | Connacht Rugby            | 2014                    |
| Léandre Cotte        | Deuxième ligne | 03/09/1989 | France               | -          | Formé au club             | 2007                    |
| Théophile Cotte      | Deuxième ligne | 03/09/1989 | France               | -          | Formé au club             | 2013                    |
| Maxime Santoni       | Deuxième ligne | 29/07/1984 | France               | -          | Pays d'Aix rugby club     | 2013                    |
| Baptiste Gabriel     | 3e ligne aile  | 05/02/1991 | France               | -          | Formé au club             | 2009                    |
| Bogdan Leonte        | 3e ligne aile  | 13/05/1986 | France               | -          | Stade montois             | 2014                    |
| Gambo Adamou         | 3e ligne aile  | 05/02/1986 | Cameroun             |            | RC Massy                  | 2013                    |
| Genesis Mamea Lemalu | 3e ligne aile  | 22/09/1989 | Nouvelle-Zélande     | -          | Stade montois             | 2014                    |
| Kévin Rivoire        | 3e ligne aile  | 03/08/1994 | France               | -          | Formé au club             | 2012                    |
| Léonard Vignon       | 3e ligne aile  | 16/06/1991 | France               | -          | Lyon OU                   | 2014                    |
| Marvin Roth          | 3e ligne aile  | 01/05/1991 | France               | -          | Stade niçois              | 2015                    |
| Mickaël Recordier    | 3e ligne aile  | 27/01/1993 | France               | -          | Formé au club             | 2010                    |
| Thomas Toevalu       | 3e ligne aile  | 06/08/1993 | France               | -          | Section paloise           | 2015                    |
| Vincent Barrière     | 3e ligne aile  | 14/08/1988 | France               | -          | US Carcassonne            | 2013                    |
| Benjamin Alçabebe    | Mêlée          | 04/04/1992 | France               | -          | RC Toulon                 | 2014                    |
| Fabio Da Silva       | Mêlée          | 09/01/1986 | Portugal             | -          | CA Saint-Étienne          | 2011                    |
| Nicolas Faure        | Mêlée          | 19/11/1994 | France               | -          | Formé au club             | 2013                    |
| Alexandre Fontane    | Ouverture      | 07/02/1992 | France               | -          | Saint-Estève XIII Catalan | 2015                    |
| Jérôme Bosviel       | Ouverture      | 07/04/1990 | France               | -          | Lyon OU                   | 2014                    |
| Jordan Michallet     | Ouverture      | 10/01/1993 | France               | -          | FC Grenoble               | 2015                    |
| Sébastien Bouillot   | Ouverture      | 24/04/1982 | France               | -          | Section paloise           | 2013                    |
| Fabien Perrin        | Centre         | 16/06/1988 | France               | -          | Formé au club             | 2008                    |
| Grégory Puyo         | Centre         | 18/03/1985 | France               | -          | AS Béziers                | 2014                    |
| Henari Veratau       | Ailier         | 03/01/1984 | France               | -          | AS Béziers                | 2014                    |
| Jean-François Coux   | Ailier         | 23/12/1980 | France               | -          | US Oyonnax                | 2015                    |
| Marvin Viallet       | Ailier         | 16/07/1990 | France               | -          | ?                         | 2015                    |
| Mathieu Nicolas      | Ailier         | 11/02/1987 | France               | -          | SO Chambéry               | 2015                    |
| Nicholas Price       | Ailier         | 25/03/1991 | France               | -          | Stade montois             | 2014                    |
| Randall Kamea        | Ailier         | 03/01/1987 | Fidji                | -          | Otago Rugby               | 2011                    |
| Raphaël Eymond       | Ailier         | 12/09/1990 | France               | -          | FC Grenoble               | 2012                    |
| Valentin Insardi     | Ailier         | 09/01/1993 | France               | -          | Formé au club             | 2011                    |
| Rémy Bouet           | Ailier         | 09/01/1992 | France               | -          | Formé au club             | 2010                    |
| Eric Tomamichel      | Arrière        | 11/06/1989 | France               | -          | Lyon OU                   | 2013                    |

## Calendrier et résultats[6]

### Pro D2
| - Lyon OU - CS Bourgoin-Jallieu, : 30-19 - CS Bourgoin-Jallieu – SC Albi : 19-22 - RC Narbonne - CS Bourgoin-Jallieu : 18-13 - Aviron bayonnais - CS Bourgoin-Jallieu : 36-14 - CS Bourgoin-Jallieu - USA Perpignan : 16-20 - Tarbes PR - CS Bourgoin-Jallieu : 13-19 - CS Bourgoin-Jallieu - Colomiers rugby : 29-12 - US Carcassonne - CS Bourgoin-Jallieu : 15-13 - CS Bourgoin-Jallieu - Stade aurillacois : 25-22 - CS Bourgoin-Jallieu - Stade montois : 27-10 - AS Béziers - CS Bourgoin-Jallieu : 46-0 - CS Bourgoin-Jallieu - Provence rugby : 33-12 - US Dax - CS Bourgoin-Jallieu : 25-13 - CS Bourgoin-Jallieu - Biarritz olympique : 21-14 - US Montauban - CS Bourgoin-Jallieu : 14-9 | - CS Bourgoin-Jallieu - Lyon OU : 13-17 - SC Albi - CS Bourgoin-Jallieu : 17-41 - CS Bourgoin-Jallieu - RC Narbonne : 23-7 - CS Bourgoin-Jallieu - Aviron bayonnais : 18-20 - USA Perpignan - CS Bourgoin-Jallieu : 25-6 - CS Bourgoin-Jallieu - Tarbes PR : 50-19 - Colomiers rugby - CS Bourgoin-Jallieu : 42-0 - CS Bourgoin-Jallieu - US Carcassonne : 28-6 - Stade aurillacois - CS Bourgoin-Jallieu : 44-20 - Stade montois - CS Bourgoin-Jallieu : 26-15 - CS Bourgoin-Jallieu - AS Béziers : 19-22 - Provence rugby - CS Bourgoin-Jallieu : 29-6 - CS Bourgoin-Jallieu - US Dax : 34-13 - Biarritz olympique - CS Bourgoin-Jallieu : 26-25 - CS Bourgoin-Jallieu - US Montauban : 27-20 |

| Rang | Club                                   | J  | V  | N | D  | Bo | Bd | Pm  | Pe  | Diff | Pts |
| ---- | -------------------------------------- | -- | -- | - | -- | -- | -- | --- | --- | ---- | --- |
| 1    | Lyon OU (R)                            | 30 | 25 | 0 | 5  | 12 | 4  | 971 | 493 | +478 | 116 |
| 2    | Aviron bayonnais (R)                   | 30 | 19 | 1 | 10 | 4  | 4  | 658 | 602 | +56  | 86  |
| 3    | Stade aurillacois                      | 30 | 18 | 0 | 12 | 7  | 2  | 724 | 613 | +111 | 81  |
| 4    | Stade montois                          | 30 | 17 | 1 | 12 | 5  | 3  | 655 | 611 | +44  | 78  |
| 5    | Colomiers Rugby                        | 30 | 16 | 3 | 11 | 4  | 4  | 629 | 590 | +39  | 78  |
| 6    | AS Béziers                             | 30 | 17 | 1 | 12 | 4  | 3  | 745 | 662 | +83  | 77  |
| 7    | USA Perpignan                          | 30 | 15 | 1 | 14 | 5  | 6  | 676 | 615 | +61  | 73  |
| 8    | Biarritz olympique                     | 30 | 14 | 0 | 16 | 3  | 5  | 674 | 656 | +18  | 64  |
| 9    | CS Bourgoin-Jallieu                    | 30 | 12 | 0 | 18 | 5  | 9  | 595 | 642 | -47  | 62  |
| 10   | SC Albi                                | 30 | 13 | 2 | 15 | 2  | 4  | 591 | 643 | -52  | 62  |
| 11   | RC Narbonne                            | 30 | 13 | 0 | 17 | 2  | 6  | 602 | 653 | -51  | 60  |
| 12   | US Montauban                           | 30 | 12 | 0 | 18 | 1  | 9  | 570 | 624 | -54  | 58  |
| 13   | Stado Tarbes PR (8 points de pénalité) | 30 | 13 | 0 | 17 | 0  | 9  | 543 | 630 | -87  | 53¹ |
| 14   | US Carcassonne                         | 30 | 11 | 0 | 19 | 0  | 5  | 484 | 741 | -257 | 49  |
| 15   | US Dax                                 | 30 | 10 | 1 | 19 | 1  | 5  | 538 | 713 | -175 | 48  |
| 16   | Provence Rugby (P)                     | 30 | 9  | 0 | 21 | 1  | 5  | 549 | 716 | -167 | 42  |

## Statistiques

### Statistiques collectives
Attaque
Défense

### Statistiques individuelles
Meilleur réalisateur